# Bacteroides fragilis
Bacteroides fragilis gehört, wie die übrigen Mitglieder der Gattung Bacteroides, zu den gramnegativen, obligat anaeroben und nicht sporenbildenden Stäbchen-Bakterien. Bacteroides spec. gehören insbesondere als Darmkeime zur physiologischen Flora des Menschen und von Tieren. Als Bestandteil dieser Flora kommt dem Bakterium eine wichtige Rolle bei der sog. Kolonisationsresistenz zu. Bacteroides fragilis findet sich häufig bei Mischinfektionen mit aeroben bzw. fakultativ anaeroben Bakterien.

## Eigenschaften
Bacteroides fragilis reagiert gegenüber Sauerstoff relativ empfindlich. Die Bakterien sind galleresistent, spalten Saccharose und sind nicht pigmentiert. Bacteroides fragilis bildet z. T. eine Kapsel, die das Bakterium in Kombination mit anderen anti-phagozytären Substanzen vor Phagozytose schützt. Das Lipopolysaccharid (LPS) von Bacteroides fragilis unterscheidet sich von dem der aeroben Bakterien und entfaltet eine geringere Toxizität im Wirtsorganismus. Bacteroides fragilis besitzt zur Verbesserung der Adhärenz Fimbrien und produziert unterschiedliche Ektotoxine.
Als Besonderheit ist anzumerken, dass 79 % aller im Bakterium vorkommenden Fettsäureketten verzweigt sind.

## Verursachte Krankheiten
Bacteroides fragilis und Bacteroides thetaiotaomicron finden sich häufig in Mischinfektionen, so z. B.  bei Peritonitis, gynäkologischen Infektionen (z. B. Adnexitis), intraabdominellen Abszessen, Aspirationspneumonien, Sinusitiden und Hirnabszessen.
Auch bei anderen intraabdominalen Infektionen sowie bei Ulcus cruris und diabetischem Fuß-Syndrom kann die Bacteroides-fragilis-Gruppe beteiligt sein. Selten tritt auch eine Bakteriämie oder Sepsis auf.

### Ausbreitung
Bacteroides fragilis gehört nicht zu den typischen Umweltkeimen. Er gehört vielmehr zur normalen Bakterien-Flora des Menschen.

### Übertragung
Die Besiedelung des Menschen durch Bacteroides spec. findet meist während der ersten Lebensjahre statt. Infektionen sind daher meist endogen, d. h. von der physiologischen Flora des eigenen Körpers ausgehend.

### Häufigkeit
Etwa 5–10 % der Sepsis-Fälle, die durch gramnegative Stäbchen hervorgerufen werden, gehen auf Infektionen durch Bacteroides spec. zurück. Bacteroides fragilis ist dabei der häufigste isolierte Keim der Bacteroides. Bei intraabdominalen Infektionen finden sich ebenfalls häufig Bacteroides spec.

### Inkubationsdauer
Die Inkubationszeit beträgt meist nur zwei bis sechs Tage.

### Pathogenese
Als Bestandteil der physiologischen Flora ist Bacteroides fragilis nicht pathogen. Infektionen entstehen durch Keimverschleppung in eigentlich sterile Körperbereiche. Häufig erfolgt zunächst eine Infektion durch aerobe bzw. fakultativ anaerobe Bakterien. Diese senken den Sauerstoff-Partialdruck im infizierten Gewebe. Erst jetzt infizieren Bacteroides spec. den Infektionsherd. Bakterien-Isolate aus Infektionsherden bilden meist eine Kapsel, die sich jedoch nach mehreren Subkultur-Schritten häufig nicht mehr findet.

### Diagnostik
- Anzucht: Bacteroides fragilis lässt sich unter strikt anaeroben Bedingungen auf Spezialnährböden anzüchten. Bakterien der Bacteroides-fraglilis-Gruppe bilden meist nach zwei Tagen 1–3 mm große, grau-glänzende Kolonien. Zur Differenzierung der Bacteroides-fragilis-Gruppe sind biochemische bzw. gaschromatographische Untersuchungen notwendig.
- Mikroskopie: Die Gram-Färbung und die Färbung mit gruppenspezifischen Fluoreszenz-markierten Antikörpern kann die Diagnose sichern.

### Therapie
Nekrosen und Abszesse müssen meist chirurgisch angegangen und saniert werden, da Antibiotika oft nicht in ausreichender Menge in das Infektionsgebiet vordringen. Gegen Aminoglykoside sind Bacteroides primär resistent. Lactamase-sensible Penicilline und Cephalosporine werden häufig durch potente β-Lactamasen zerstört. Zum Einsatz kommen daher v. a. Nitroimidazole (z. B. Metronidazol), Clindamycin, Carbapeneme (z. B. Imipenem), sowie Aminopenicilline (Amoxicillin) oder Acylaminopenicilline (Piperacillin) jeweils gemeinsam mit β-Lactamase-Inhibitoren (Clavulansäure bzw. Tazobactam). Auch Tigecyclin ist als Alternative einsetzbar. Die entsprechenden Antibiotika kommen meist schon bei Verdacht zum Einsatz, da die bakteriologische Diagnostik häufig zu lange dauert.

## Historisches
Veillon und Zuber beschrieben 1898 Bacteroides fragilis (damals noch Bacillus fragilis) erstmals als Erreger einer Appendizitis.
Für seine Arbeiten über Bacteroides fragilis („Für seine Beiträge zur Erforschung des Zusammenhangs zwischen Darmbakterien und Immungesundheit.“) wurde dem Mikrobiologen Dennis Kasper der Paul-Ehrlich-und-Ludwig-Darmstaedter-Preis für das Jahr 2024 verliehen.